# Таборище (Ніжинський район)
Таборище (історично Табор) — колишнє село в Україні, Ніжинському районі Чернігівської області. Підпорядковувалось Галицькій сільській раді.
Розташовувалося за 3 км на захід від Галиці, на висоті 126 м над рівнем моря.
У плані село нагадувало велику літеру Г з довгою верхньою паличкою.
Вперше згадане у 1930-х роках як Табор. 
На карті 1987 року село вже не вказане. 31 липня 1997 року Чернігівська обласна рада зняла село з обліку (в зв'язку з переселенням жителів).
Територія села розорана, збереглося лише кладовище.